# فالي سان نيكولاو
فالي سان نيكولاو هي بلدية(مدينة) في مقاطعة بييلا في منطقة بيدمونت الإيطالية، وتقع على بعد حوالي 70 كيلومتر (43 ميل) شمال شرق تورينو وحوالي 6 كيلومتر (4 ميل) شمال شرق بييلا. بدءًا من 31 ديسمبر 2004 بلغ عدد سكانها 1136 نسمة ومساحتها 14.9 كيلومتر مربع (5.8 ميل2) . 
تقع فالي سان نيكولاو على حدود البلديات التالية: بيوليو ، كاماندونا ، كاساتو، بيتينينيو، بياتو، بيديكافالو، كواريجنا، سكوبيلو، سترونا، ستريفيرو، فالاترينجو ووادي موسو.